# Phare de San Cristóbal
Le phare de San Cristóbal est un phare situé sur Punta de San Cristóbal surplombant les approches du port de San Sebastián de la Gomera à l'ouest de l'île de La Gomera, dans les Îles Canaries (Espagne).
Il est géré par l'autorité portuaire de la Province de Santa Cruz de Tenerife (Autoridad Portuaria de Santa Cruz de Tenerife).

## Histoire
Le premier phare a été mandaté dans le cadre du deuxième plan de feu maritime pour les îles Canaries. Construit en 1903, il est le phare le plus ancien et le phare principal de La Gomera. La construction du premier phare a commencé en 1900 et il est devenu opérationnel en 1903. Conçu par l'ingénieur de Juan de León y Castillo, il a été construit dans un style similaire à d'autres phares canariens de même époque, constitués d'une maison de gardiennage blanche, avec de la roche volcanique foncée utilisée pour dans le décor de la maçonnerie. La lumière était installée dans la lanterne au sommet d'une tour de maçonnerie de six mètres de haut, qui était du côté de la mer, surplombant l'océan Atlantique. Il est resté en service jusqu'en 1978 quand il a été remplacé par la nouvelle tour moderne.
Le nouveau phare est devenu opérationnel en 1978 et se compose d'une petite tour cylindrique de 15 mètres, peinte en blanc avec une marque de jour distincte d'une large bande rouge. Son design est une version plus petite de celle utilisée pour le Phare Fuencaliente sur l'île voisine de La Palma.
Du haut de la falaise, le phare a une hauteur focale de 84 mètres au-dessus du niveau de la mer et sa lumière est visible jusqu'à de 21 milles marins . L'optique est constituée d'une lentille Fresnel de troisième ordre, qui présente (39 km). Le phare émet deux flashes de lumière blanche toutes les dix secondes.
Identifiant : ARLHS : CAI-054 ; ES-12950 - Amirauté : D2848 - NGA : 23812 .

### Lien connexe
- Liste des phares des îles Canaries